# ジュリアス・シーリー

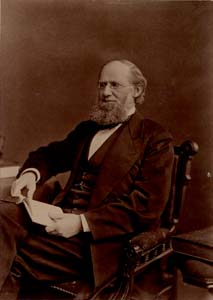
ジュリアス・ホーリー・シーリー

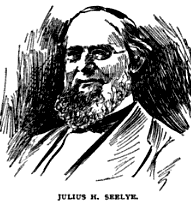
ジュリアス・ホーリー・シーリー

ジュリアス・ホーリー・シーリー（Julius Hawley Seelye、1824年9月14日 - 1895年5月12日）は、アメリカ合衆国の宣教師、作家、アマースト大学の学長であった。新島襄と内村鑑三の恩師として知られる。

## 生涯
コネチカット州ベセルに、セス・シーリーとアビゲイル・テーラー・シーリーの息子として生まれる。1845年にアマースト大学に入学、1849年に卒業する。1849年よりオーバン神学校で学び、1852年に卒業する。そして、プロイセンのハレ大学に1852年から1853年まで留学する。帰国後、1854年にエリザベス・ティルマン・ジェームズと結婚する。
1853年より1858年まで、ニューヨーク州シニクタディの第一オランダ改革派教会で牧師を務める。1858年にアマースト大学に戻り、1890年まで精神と道徳哲学の教授になる。その時、新島襄が入学して学び、シーリーと親交を深めた。1877年より、アマースト大学の第5代目学長になる。また、1877年より1892年までアマースト大学教会の牧師を務めた。

## 新島襄との関係
新島襄がアマースト大学に入学した時は、新島を駅まで出迎え、入寮までの3週間家庭に引き取った。それ以降、シーリーの家がホストファミリーになった。シーリーの講演集『宗教要論 全』が発行された時には、新島がシーリーを絶賛する序文を寄せた。またシーリーはアマースト大学学長時代に、新島に名誉学位を送った。

## 内村鑑三との関係
内村鑑三がアメリカの養護院で働いている時、アメリカに来ていた新島襄と再会して、新島にアマースト大学で学ぶことを勧められた。そして、1886年（明治19年）内村はアーマスト大学の特科生として三年次編入する。シーリーとの導きにより、3月8日キリスト教信仰上の回心を経験する。

## 登場する作品
- 大河ドラマ『八重の桜』